# Abraham Ségal
Pour les articles homonymes, voir Segal.
Abraham Ségal, né à Bucarest en 1937, est un réalisateur français de documentaires.

## Biographie
Abraham Ségal a vécu en Israël de 1950 à 1962. Il étudie la philosophie et l'histoire à Jérusalem où il fonde le ciné-club universitaire. En 1962, il vient à Paris pour étudier le cinéma à l'IDHEC.
Critique de cinéma, il collabore à plusieurs revues, dont L'Avant-Scène du cinéma, La Revue du cinéma et CinémAction.
Auteur-réalisateur de films documentaires depuis 1971, il réalise pour le cinéma et la télévision une trentaine de documentaires, courts, moyens et longs-métrages.  Ses films traitent des questions relatives à l’art, à l’éducation, aux connexions dangereuses entre politique et religion, aux liens entre la littérature et la vie.
Cinéaste indépendant, il fonde en 1998 la société de production Films en Quête.

## Filmographie
- 1971 : B.A.B.A
- 1978 : La vie, t'en as qu'une
- 1983 : Alésia et retour, voyage phénoménal
- 1985 : Hors les murs
- 1986 : Couleurs Folie (court métrage)
- 1988 : Comme des fleurs (court métrage)
- 1989 : Van Gogh, la revanche ambiguë
- 1990 : Toutes les couleurs
- 1995 : Socrate ou Audimat ? (court métrage)
- 1996 : Enquête sur Abraham
- 1999 : Le Mystère Paul
- 2003 : Témoins pour la paix
- 2004 : Florence Delay- comme un portrait
- 2007 : La Politique et Dieu
- 2009 : La Parole ou la Mort
- 2013 : Quand Sisyphe se révolte
- 2014 : Camus, de l'absurde à la révolte
- 2017 : Enseignez à vivre

## Publications
- S. M. Eisenstein, Éditions du Chêne, 1972
- Abraham, enquête sur un patriarche, Plon, 1995 ; Bayard, 2003